# Erioptera diffusa
Erioptera diffusa är en tvåvingeart som beskrevs av Alexander 1921. Erioptera diffusa ingår i släktet Erioptera och familjen småharkrankar. Inga underarter finns listade i Catalogue of Life.